# Agustin de Cabezón
Agustin de Cabezón (ur. w 1541 r. w Ávila, zm. ok. 1560) – hiszpański śpiewak chórowy, ksiądz rzymskokatolicki. Syn Antonia, brat Hernanda. 
Szeroko uzdolniony muzycznie. Od 1 marca 1547 śpiewał w chórze chłopięcym kapeli królewskiej Filipa II w Madrycie. W latach 1554–1556 przebywał wraz ze stryjem Juanem w Londynie, uczestnicząc w występach kapeli. Po powrocie przyjął święcenia kapłańskie. 